# PAB Romania
PAB Romania este o companie românească specializată în realizarea de construcții industriale, civile și agricole, deținută de omul de afaceri Sandu Ion, fostul finanțator al clubului de fotbal UTA Arad.
Compania a realizat proiecte pentru Selgros, Metro, Hornbach, Dedeman și Contitech.
Număr de angajați în 2009: 720
Cifra de afaceri în 2007: 55 milioane euro